# Église Notre-Dame-de-l'Assomption de Blaymont
Pour les articles homonymes, voir Église Notre-Dame-de-l'Assomption.
L'église Notre-Dame-de-l'Assomption est une église catholique située à Blaymont, en France.

## Localisation
L'église est située dans le département français de Lot-et-Garonne, sur la commune de Blaymont.

## Historique
L’église Notre-Dame de Blaymont a été construite au XIIIe siècle dans le style  roman puis remaniée au XIVe siècle.
L'édifice est inscrit au titre des monuments historiques le 4 décembre 1951.